# Lyngør

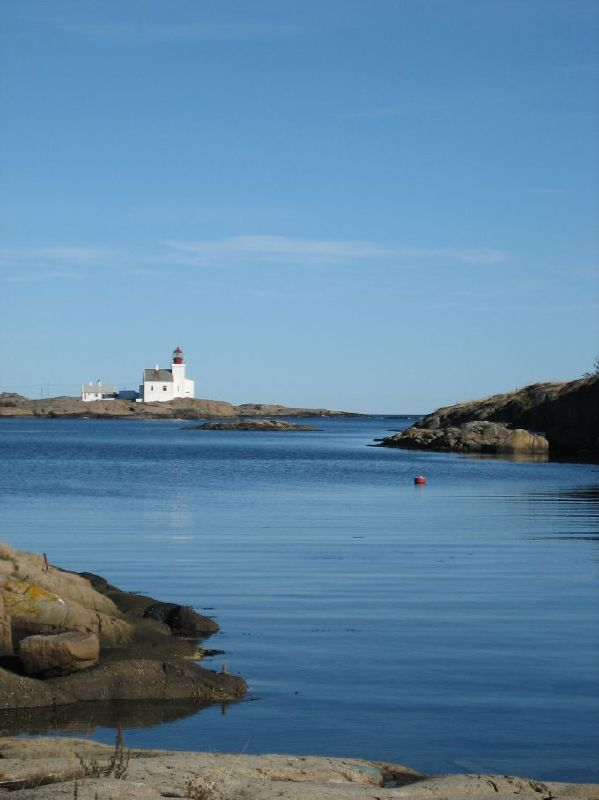
Vuurtoren

Lyngør is een plaats en eiland in de fylke Agder in het zuiden van Noorwegen. Tegenwoordig ligt het in de gemeente Tvedestrand. Tot 1960 was het deel van de voormalige gemeente Dypvåg.
Het dorp, vanouds een thuis voor zeekapiteins, is slechts per veerboot bereikbaar en kent geen autoverkeer. De huisjes zijn goed bewaard, maar er wonen nog slechts 70 mensen. De overige huisjes zijn als vakantiehuisje in gebruik. Er is een zeilmakerij, een supermarkt en er zijn enkele restaurants.
De baai waaraan Lyngør ligt is beroemd door de Slag bij Lyngør (1812), in het kader van de Napoleontische oorlogen, toen de Britten de blokkade door het Koninkrijk Denemarken en Noorwegen wisten te doorbreken en dat wat over was van de Deens-Noorse vloot te vernietigen.

## Trivia
Het dorp won in 1991 de verkiezing van  best bewaarde dorp in Europa.